# Quadrat perfecte
En matemàtiques, un enter n és un quadrat perfecte (també es diu un quadrat si no hi ha risc d'ambigüitat) si existeix un enter k tal que {\displaystyle n=k^{2}}; en altres paraules, un quadrat perfecte és el quadrat d'un enter. Per exemple, els enters 0, 1, 4 o 49 són quadrats perfectes.
En el sistema de numeració decimal, la xifra de les unitats d'un quadrat perfecte només pot ser 0, 1, 4, 5, 6 o 9. En base dotze, seria obligatòriament 0, 1, 4 o 9.
Els matemàtics s'han interessat sovint per certes curiositats en relació amb els quadrats perfectes. La més coneguda, sobretot per a la seva referència al teorema de Pitàgores, és la igualtat {\displaystyle 3^{2}+4^{2}=5^{2}}, que enceta l'estudi de les ternes pitagòriques.
A partir de 1995, se sap segur gràcies a la demostració de l'últim teorema de Fermat que només els quadrats poden formar identitats com la de les ternes pitagòriques. En efecte, no hi ha cap solució a {\displaystyle a^{3}+b^{3}=c^{3}}amb a, b i c enters, ni a {\displaystyle a^{d}+b^{d}=c^{d}} amb a, b, c i d enters i d més gran que 2.
La suma dels primers quadrats perfectes ve donada per la següent fórmula: 
{\displaystyle \sum _{0\leq p\leq n}p^{2}=0^{2}+1^{2}+2^{2}+3^{2}+\cdots +n^{2}={n(n+1)(2n+1) \over 6}}

## Llista dels 10 primers quadrats perfectes
02 = 0
12 = 1
22 = 4
32 = 9
42 = 16
52 = 25
62 = 36
72 = 49
82 = 64
92 = 81